# Borch III

Borch III

Borch III – polski herb szlachecki, odmiana hrabiowska.

## Opis herbu
Na tarczy pięciodzielnej z poprzecznym pasem (niezakrywającym V pola) przez środek w polu I herb Pomorza złożony z 9 pól: w I złotym gryf kaszubski czarny w lewo, w II błękitnym gryf szczeciński czerwony, w III srebrnym gryf pomorski czerwony, w IV srebrnym wendyjski gryf w pasy zielone i czerwone w lewo, w V w pas od góry w polu czerwonym pół gryfa srebrnego, od dołu szachownica srebrno-błękitna, w VI czerwonym smok srebrny z podwiniętym ogonem, w VII złotym gryf czarny w lewo ze skrzydłem srebrnym, w VIII złotym dwa ostrzewia (pnie sękate) czerwone ukośnie skrzyżowane z różą czerwoną w każdym skrzyżowaniu, w IX czerwonym krzyż srebrny z rozdartymi ramionami.
W polu II błękitnym mitra książęca.
W polu III błękitnym dwa miecze ukośnie skrzyżowane ostrzami na dół.
W polu IV czerwonym gryf srebrny inflancki.
W polu V złotym trzy kawki czarne (dwie i jedna - jak w herbie Borch I).
Na pasie srebrnym z prawej strony napis w dwóch wierszach: TRES IN UNO, z lewej trójkąt złoty wierzchołkiem do góry. 
Nad tarczą korona hrabiowska, a nad nią trzy hełmy: 
I w koronie baronowskiej niemieckiej, a nad nim kawka czarna między dwoma czarnymi orlimi skrzydłami.
II w koronie baronowskiej francuskiej, a nad nią pół gryfa czarnego w lewo.
III w czapce mistrza inflanckiego, a nad nią pół gryfa białego w prawo. 
Z prawej strony tarczę podtrzymuje Krzyżak z dwoma skrzyżowanymi mieczami w prawej ręce, w lewej trzymający błękitną chorągiew z krzyżem kawalerskim złotym, w lewej zaś biały orzeł z głową w lewo, w lewej łapie trzymający chorągiew z literami SR (skrót od Sigismundus Rex). 
Z hełmów zwiesza się czerwony płaszcz podbity gronostajem, osłaniający cały herb. 
Pod tarczą wstęga z dewizą: OMNE TRINVM PERFECTVM (wszystko złożone z trzech jest doskonałe).

## Najwcześniejsze wzmianki
Nadany z tytułem hrabiowskim za Zygmunta Augusta. Potwierdzony w 1781 w Świętym Cesarstwie Rzymskim, w 1845 zaś w Królestwie Polskim.

## Herbowni
- Borch

## Znani herbowni
- Michał Jan Borch